# Mi (テキストエディタ)
mi (エムアイ) は、Mac用のフリーのテキストエディタ。macOSに対応する。最新バージョンは、3.7.7。旧名はミミカキエディット。α版ではあるが、Windows用もリリースしている（最新版は3.0.0 α24。ただし2011年9月から更新されていない）。

## 概要
本来はソースコードの編集に特化したエディタで、C言語に対応しモードにより拡張可能なキーワードの自動色付け表示、自動インデント、文字列の登録などC言語やHTMLファイルの編集に向いた機能を持っている。強力な検索置換機能をそなえ、正規表現や無限アンドゥに対応などの特徴をもつ。

## 機能

### スクリプト
独自の簡易的なスクリプトが用意されており、AppleScriptにも対応している。

### ネットワーク
FTPにより直接サーバのファイルを編集することができる。

### モード
編集する文書の種類毎にモードと言われる設定を変更でき、それによりプログラム言語のカラーシンタックスやメニュー項目などが変わる。このモードはユーザによってカスタマイズ可能であり、数多くのモードが公開されている。モードはmiのサイトにあるライブラリからダウンロードして追加できる。